# Ursula Lohn
Ursula „Uschi“ Lohn (* 7. November 1966 in Köln) ist eine ehemalige deutsche Fußballspielerin.

## Karriere
Sie begann ihre Karriere beim SC Fortuna Köln. Später wechselte sie zu Grün-Weiß Brauweiler und beendete ihre Karriere beim TuS Ahrbach. Anfangs war sie Stürmerin, wechselte aber später auf die Liberoposition.
Für die A-Nationalmannschaft bestritt sie 26 Länderspiele, in denen sie neun Tore erzielte. Im Europameisterschaftsfinale 1989 erzielte sie beim 4:1-Sieg über die Nationalmannschaft Norwegens zwei Tore. Eines davon wurde zum Tor des Monats gewählt. Sechs Jahre später wurde sie zum zweiten Mal Europameistern und schloss die Weltmeisterschaft 1995 als Finalist ab. Das Finale gegen Norwegen war gleichzeitig ihr letztes Länderspiel.
Für ihre sportlichen Erfolge mit der Nationalmannschaft wurde ihr das Silberne Lorbeerblatt verliehen.

## Erfolge
- Europameister 1989, 1995
- DFB-Pokal-Sieger 1991